# 黒帯 (L.E.Oのアルバム)
『黒帯』（くろおび）は、L.E.Oが大韓民国で2009年2月12日にリリースした2枚目のアルバムCDである。

## 収録曲
大韓民国保健福祉家族部の下部組織である青少年保護委員会によって「青少年有害媒体物」の指定を受けた曲(19歳未満に販売することや深夜から早朝を除く時間帯の放送が禁止となった曲)には「⑲」のマークを表示する。
1. 黒帯 feat.Dok2⑲
2. Oh No feat.Vasco
3. Sign feat.イ・ヒョンド
4. 彼女は浮気者 feat.ヤン・ドングン⑲
5. Dreamgirl feat.REDROC
6. Seoul 2 Tokyo feat.Zeebra & Rhyme Bus⑲
7. Jammin Jammin feat.ナッソン & Skull
8. Love Train feat.キム・ヒョンジュン
9. クリスマスジンクス feat.JKキム・ドンウク
10. A.N.G.E.L feat.Ali
11. ただ一人だけの君 feat.Dynamic Duo
12. 青竜列車 feat.Supreme Team & キルミ
13. 長い旅行 feat.Bobby Kim
14. 1 Day feat.Baechigi,Happyface⑲
15. 三十歳の愚痴 feat.MC Sniper⑲
16. 黄昏から夜明けまで 2弾⑲
17. 誰だ